# Alles schön
Alles schön ist der Titel des zweiten Romans des deutschen Moderators und Schriftstellers Jörg Thadeusz. 2004 erschien das Buch im Verlag Kiepenheuer & Witsch. Der überwiegende Teil der Handlung findet in Berlin statt.

## Inhalt
Flugkapitän Lukas Winninger leidet seit geraumer Zeit unter einer ihm nicht erklärlichen Flugangst. Kurz vor dem Start eines Linienflugs kann Lukas nur knapp seine Angst überwinden und starten. In Uganda angekommen entspannt er sich beim Sex mit einer Stewardess. Dennoch kann er seine Angst und immer wieder aufkommenden Depressionen nicht überwinden. Auf einem Linienflug nach Hamburg lernt er die Bundestagsabgeordnete der SPD-Fraktion Sarah Lohmann kennen. Beide fühlen sich trotz Lukas’ eher ruppiger Art und Sarahs aufgesetzter kühler Haltung sofort zueinander hingezogen.
Kurz danach erfährt der Leser, dass der Flugkapitän Lukas mit der Schauspielerin Eva Hachmeister verheiratet ist. Die Ehe von Lukas und Eva wird jedoch eher aus Gründen der Etikette aufrechterhalten. Sowohl Gespräche als auch Intimitäten finden nicht mehr statt, und Eva hat etwa zwei Jahre zuvor getrennte Schlafzimmer vorgeschlagen; Lukas hat ohne Proteste zugestimmt. Eher am Rande erfährt der Leser, dass Lukas eine kurze Liaison mit Katharina hatte.
Nachdem sich Sarah und Lukas im Flugzeug voneinander verabschiedet haben, gelingt es Lukas, sie einige Tage später zu einem Abendessen einzuladen. In der Zwischenzeit hat Sarah jedoch die deutsche Entwicklungshilfeministerin diskreditiert und bekommt, trotz bereits vorangegangener Skandale, eine letzte Bewährungschance. Eine defekte Kamera in einer politischen Podiumsdiskussion führt ungewollt dazu, dass Sarah zum vereinbarten Zeitpunkt nicht in dem Restaurant erscheint, wo Lukas auf sie wartet.
Kurz zuvor hatte Eva Lukas ein erstes Gesprächsangebot seit der Trennung der Schlafzimmer gemacht. Dieser schlägt es aufgrund seiner Verabredung mit Sarah aus. Da Sarah wegen der verschobenen Podiumsdiskussion nicht pünktlich erscheint, betrinkt sich Lukas maßlos und wacht frühmorgens in der Wohnung von Sarah auf, die ihn viel zu spät im Restaurant aufgelesen hat.
Schnell entwickelt sich eine heftige und bedingungslose Liebesbeziehung zwischen den beiden und Lukas erzählt ihr von seiner Flugangst. Im Gegenzug erzählt Sarah unter Tränen, wie es zu dem politischen Eklat kam. Unbedarft hat Sarah Kritik an der Subvention der neuen Bundesländer in einem Interview geäußert und gefordert, dass jetzt „auch mal wieder der Westen dran sei“. Da gerade in zwei Bundesländern im Ostteil des Landes Landtagswahlen vorbereitet wurden, führt diese Aussage zu einem innerparteilichen Eklat. Ein Foto, das kurz zuvor in Frankreich entstanden ist, auf dem Sarah Strohhalm kauend barfuß in einem Lavendel-Feld liegend abgelichtet ist, wird von der eigenen Fraktion der Bildzeitung zugespielt, die zwei Tage später einen handfesten Skandal „herbeiführte“ und auf Seite 1 berichtete, dass das „Lavendel-Luder“ den Ossis das Geld wegnehmen möchte.
Lukas kehrt nach zwei Tagen – ohne Sarah von seiner Ehefrau zu erzählen – nach Hause zurück, um mit seiner Frau Eva „reinen Tisch zu machen“. Schnell wird klar, dass auch Eva zwischenzeitlich eine Liaison mit einem anderen Mann hatte. Im Rahmen des Gesprächs hält Eva Lukas vor, dass dieser bereits mit einer anderen Frau, Katharina, eine Tochter habe und ihr dies zu Berinn ihrer Beziehung aus Angst, sie könne ihn dann verlassen, verschwiegen habe.  Katharina hatte Eva etwa zwei Jahre zuvor während eines Flugs von Lukas angerufen und ihr von der Tochter berichtet, was auch erklärt, dass Evas Verhältnis zu ihrem Mann so stark unterkühlt war und sie während dieser beiden Jahre nicht mehr mit ihm gesprochen hatte. Für seine Tochter zahlte Lukas still Unterhalt, obgleich er sie nicht sehen durfte.
Etwa zeitgleich erfährt Sarah, dass Lukas verheiratet ist, und reist enttäuscht zu einem Meeting nach Hamburg ab. Dort wird sie von einem Gewerkschaftsvertreter sexuell belästigt und schlägt diesen aus Wut und Scham, was zu einem neuerlichen politischen Eklat und dem politischen Aus von Sarah führt. Allein der Gunst der Entwicklungshilfeministerin, die ihren Aussagen Glauben schenkt, verdankt Sarah schließlich einen Posten als Botschafterin in Uganda. Von der SPD-Fraktion wird Sarah indes geschasst. Lukas besucht seine Tochter und stellt fest, dass er zu viel Zeit verloren hat. Gemeinsam mit Eva wagt er einen Neuanfang und reist mit ihr nach Wien.
Seine Flugangst bewältigt Lukas, indem er einem Freund und Kollegen davon berichtet und so erfährt, dass er nicht der einzige Flugkapitän ist, der Angst hat. Gemeinsam mit seinem Freund fliegt er mehrmals mit einer Cessna, erlebt so wieder das ursprüngliche Gefühl des Fliegens und gewinnt sein Selbstbewusstsein zurück.

## Wissenswertes
- Während sich die Handlung des Romans vorwärts entwickelt, erfährt der Leser erst im Laufe der Handlung mehr über die Vergangenheit und die verschiedenen Beweggründe der Protagonisten, was dazu führt, dass die Figuren bewusst teilweise ohne Vorbehalte (Lukas / Sarah), teilweise mit Vorbehalten (Eva) betrachtet werden.

- Der Autor, der selbst unter Flugangst litt, hat diese als Thema seines Romans verarbeitet.

## Ausgaben
- Buch: Alles schön. Roman. Kiepenheuer & Witsch, Köln 2004, ISBN 3-462-03424-3
- Hörbuch (5 Audio-CDs), gelesen von Jörg Thadeusz: Mundraub, Wölpinghausen 2005, ISBN 3-8218-5513-4